# Morbier (Jura)
Morbier is een gemeente in het Franse departement Jura (regio Bourgogne-Franche-Comté). De plaats maakt deel uit van het arrondissement Saint-Claude. Sinds 1 januari 2007 maakt de oud-gemeente Tancua deel uit van de gemeente Morbier. De plaats speelt tegenwoordig een rol in het wintersporttoerisme en is verder bekend om zijn kaas (de gelijknamige Morbier) en de horloge- en brilmonturenindustrie. Morbier heeft een station. De gemeente telde 2.371 inwoners op 1 januari 2022.

## Geografie
De oppervlakte van Morbier bedroeg op 1 januari 2022 41,58 vierkante kilometer; de bevolkingsdichtheid was toen 57 inwoners per km².

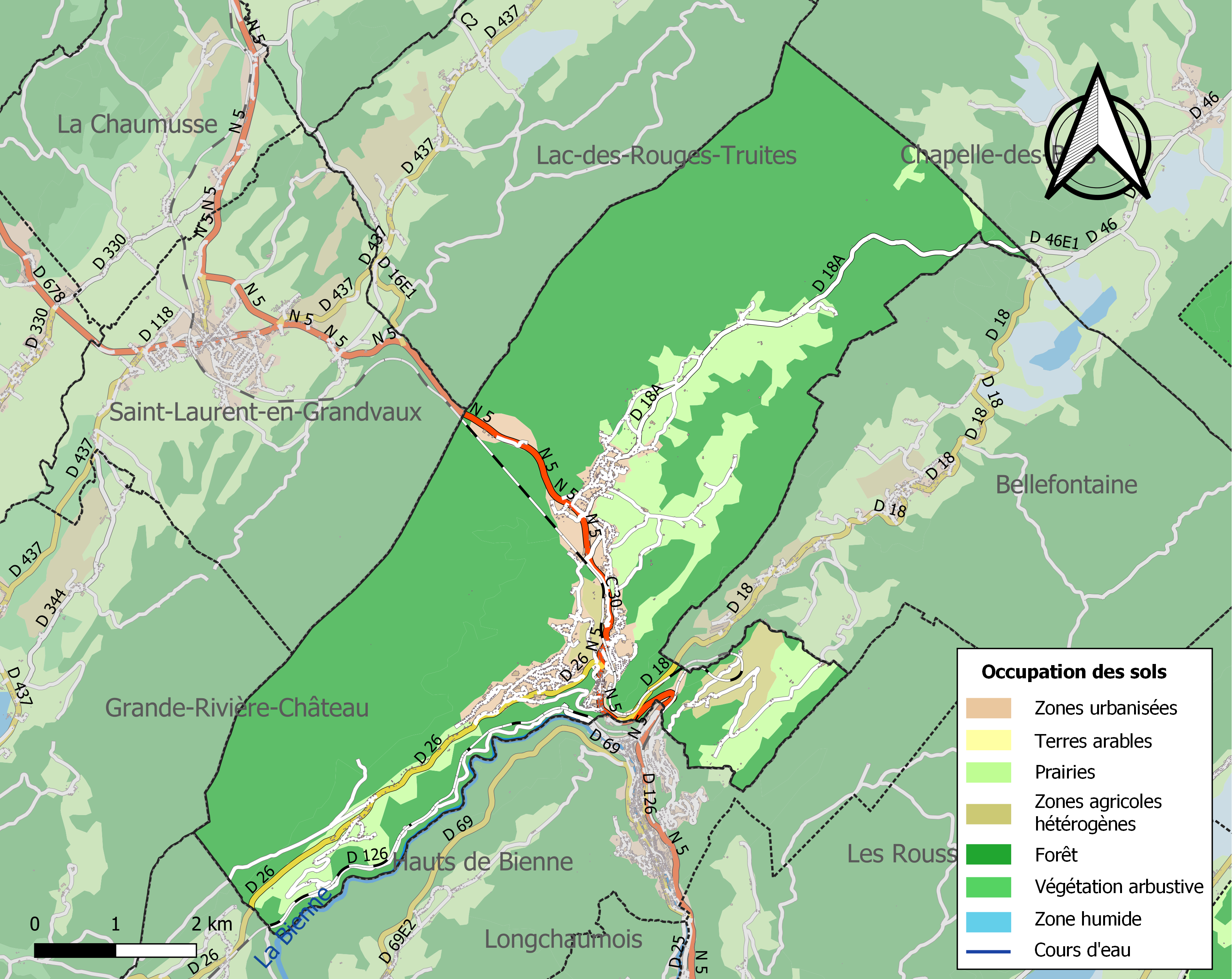
Kaart van de gemeente met de belangrijkste infrastructuur, bodemgebruik en omliggende gemeenten

## Demografie
Onderstaande figuur toont het verloop van het inwonertal (bron: INSEE-tellingen).